# Kursbuch (Zeitschrift)
Das Kursbuch ist eine deutsche Kulturzeitschrift, die 1965 von Hans Magnus Enzensberger in Zusammenarbeit mit Karl Markus Michel gegründet wurde und zunächst im Suhrkamp Verlag erschien. Sie zählte zu den wichtigsten Organen der 68er Außerparlamentarischen Oppositions- und Studentenbewegung (APO). Nach mehreren verlegerischen und personellen Brüchen erscheint die Zeitschrift heute in der Kursbuch Kulturstiftung, herausgegeben von Armin Nassehi, Sibylle Anderl und Peter Felixberger. 1976 erschien im 2001-Verlag ein zweibändiger in Leinen gebundener Nachdruck der Kursbücher 1–10 bzw. 11–20.

## Geschichte
1968 kam es zu einer zunehmenden Politisierung der Zeitschrift, was zu einer Auflagensteigerung von 10.000 auf rund 50.000 Exemplare führte. Ab 1970 erschien das Kursbuch im Verlag Klaus Wagenbach, nach dessen Spaltung 1973 im Rotbuch Verlag Berlin, ab 1990 im Rowohlt Verlag. Sein Charakter wurde über Jahrzehnte maßgeblich durch Karl Markus Michel geprägt, der im Jahre 2000 starb. Tilman Spengler und Ingrid Karsunke führten es weiter. Ina Hartwig wurde in die Redaktion neu aufgenommen. Von Sommer 2005 (Nummer 161) bis Juni 2008 (Nummer 169) wurde das Kursbuch von der Zeit (Verlagsgruppe Georg von Holtzbrinck) durch Michael Naumann und Tilman Spengler herausgegeben; die inhaltliche Ausrichtung und das Erscheinungsbild wurden dabei grundlegend verändert und auf ein Magazin-Format umgestellt. Das Kursbuch erschien alle drei Monate und enthielt jeweils Texte zu einem bestimmten Themenschwerpunkt.
Da zum Ende die Auflage deutlich unter 10.000 Exemplaren blieb, erklärte Tilman Spengler im Juni 2008 die Einstellung der Zeitschrift.
Im August 2011 erwarb die Murmann Verlag GmbH (seit 2014 Murmann Publishers GmbH) in Hamburg alle Rechte am Kursbuch, das seit Februar 2012 – mit vier jährlichen Ausgaben – wieder erscheint. Seit 2017 erscheint das Kursbuch in der Kursbuch Kulturstiftung. In der zweiwöchigen Kolumne „Montagsblock“ werfen die Herausgeber Schlaglichter auf aktuelle Themen und Entwicklungen.
Seit 2016 erscheint die Reihe kursbuch.edition, in der Kursbuch-Autoren ihre Essays aus den Kursbüchern in Buchlänge weiterdenken und ausführen. In der Reihe erschien im März 2018 unter anderem das Buch der 68er-Zeitzeugin Gretchen Dutschke.  Anlässlich der 200. Ausgabe der Zeitschrift hat die Kursbuch Kulturstiftung im Dezember 2019 alte Kursbücher digitalisiert und in einem Digitalarchiv zur freien Verfügung gestellt.

## Einzelne Bände
Übersicht der ersten Kursbücher von 1965 bis 1975:
1965
- Kursbuch 1: Faux Départs – Falsch angefangen, 1.1965
- Kursbuch 2: Von der Gewalt, 1.1965
- Kursbuch 3: Die Spuren des Wahnsinns, 1.1965

1966
- Kursbuch 4: Katechismus zur deutschen Frage, 1.1966
- Kursbuch 5: Beschreibung einiger Dinge, 1.1966
- Kursbuch 6: Where is Vietnam?, 1.1966
- Kursbuch 7: Der Feind, 1.1966

1967
- Kursbuch 8: Neue Mathematik/Grundlagenforschung/Theorie der Automaten, 1.1967
- Kursbuch 9: Vermutungen über die Revolution/Kontroversen über den Protest, 1.1967
- Kursbuch 10: (Gedichte und Erzählungen), 1.1967

1968
- Kursbuch 11: Revolution in Lateinamerika, 1.1968
- Kursbuch 12: Der nicht erklärte Notstand, 1.1968
- Kursbuch 13: Die Studenten und die Macht, 1.1968
- Kursbuch 14: Kritik der Zukunft, 1968
- Kursbuch 15: I, II, III (Gedichte und Erzählungen), 1968

1969
- Kursbuch 16: Kulturrevolution – Dialektik der Befreiung, 1969
- Kursbuch 17: Frau – Familie – Gesellschaft, 1969
- Kursbuch 18: Cuba, 1969
- Kursbuch 19: Kritik des Anarchismus, 1969

1970
- Kursbuch 20: Über ästhetische Fragen, 1970
- Kursbuch 21: Übergänge zum Sozialismus, 1.1970
- Kursbuch 22: Nordamerikanische Zustände. Dossier 1: Täglicher Faschismus, 
Nordamerikanische Zustände. Dossier 2: Sozialrevolutionäre Gruppen in den USA / Schwarzer Kapitalismus, 1.1970

1971
- Kursbuch 23: Übergänge zum Sozialismus, 1.1971
- Kursbuch 24: Schule, Schulung, Unterricht, 1.1971
- Kursbuch 25: Politisierung: Kritik und Selbstkritik, 1.1971
- Kursbuch 26: Die Klassenkämpfe in Italien, 1971

1972
- Kursbuch 27: Planen Bauen Wohnen, 1.1972
- Kursbuch 28: Das Elend mit der Psychiatrie, I Psychiatrie, 7.1972
- Kursbuch 29: Das Elend mit der Psychiatrie, II Psychoanalyse, 9.1972
- Kursbuch 30: Der Sozialismus als Staatsmacht, 1.1973

1973
- Kursbuch 31: Staatsgewalt und Reformismus, 1.1973
- Kursbuch 32: Folter in der BRD. Zur Situation der Politischen Gefangenen.
- Kursbuch 33: Ökologie und Politik oder Die Zukunft der Industrialisierung, 1.1973
- Kursbuch 34: Kinder, 1.1973

1974
- Kursbuch 35: Verkehrsformen, I Frauen Männer Linke. Über die Schwierigkeiten ihrer Emanzipation, 1.1974
- Kursbuch 36: Geld, 1.1974
- Kursbuch 37: Verkehrsformen, II Emanzipation in der Gruppe und die „Kosten“ der Solidarität, 10.1974
- Kursbuch 38: Lohnarbeit, 1.1974

1975
- Kursbuch 39: Provinz, 1975
- Kursbuch 40: Beruf: Langer oder kurzer Marsch?, 1975

1976
- Kursbuch 46: Volksfront für Europa, 1976